# Bandeiras e emblemas bizantinos

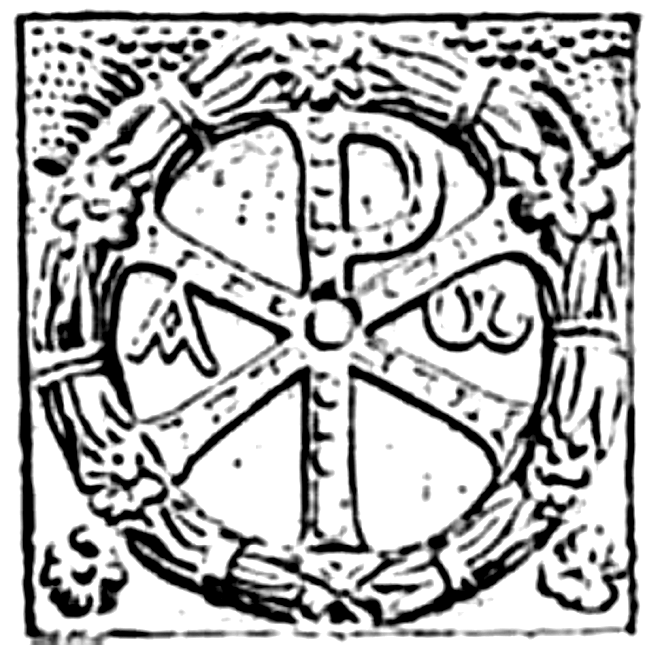
O lábaro, o símbolo formado pelas letras gregas Chi e Rho adotado por Constantino como seu símbolo pessoal. Ele serviu como emblema para o Império Bizantino por mais de 200 anos.

As bandeiras e emblemas dos bizantinos foram os símbolos heráldicos utilizados pelo Império Bizantino durante os seus mais de 1200 anos de história. Contudo, na maior parte deste período, os bizantinos não conheciam e não utilizavam a heráldica no sentido europeu ocidental do termo.[a] Vários emblemas (em grego: σημεία; romaniz.: sēmeia; sing. σημείον - sēmeion) foram utilizados em ocasiões oficiais e para fins militares, como faixas e escudos com diversos motivos como a cruz ou o lábaro. O uso da cruz e de imagens de Cristo, da Virgem Maria e de vários santos é também atestada nos sinetes dos diversos oficiais estatais, mas eram, geralmente, emblemas familiares e não imperiais.

## Insígnias imperiais

### Águias
A águia imperial romana monocéfala continuou a ser utilizada em Bizâncio, ainda que muito mais raramente. Os "portadores da águia" (em grego: ὀρνιθόβορας), descendentes dos aquilíferos (aquiliferi) das legiões romanas, ainda aparecem no manual militar bizantino do século VI conhecido como Estratégico, embora não se saiba se os estandartes que eles levavam tinham alguma semelhança com as águias romanas. Em moedas, a águia desapareceu depois do início do século VII, mas ainda aparecia ocasionalmente nos sinetes de oficiais e em relevos em pedra. Nos séculos finais do império, ela aparece novamente bordada nas roupas imperiais e, em manuscritos iluminados, decora as almofadas (suppedia) que ficavam sob os pés do imperador.
O emblema que é mais associado com o Império Bizantino, porém, é a águia bicéfala. Ele não é uma invenção bizantina, mas um tradicional motivo anatólico que data da época dos hititas e os próprios bizantinos só passaram a usá-la nos séculos finais do império. A adoção da águia bicéfala já foi por vezes datada em meados do século XI, quando os Comnenos teriam supostamente adotado-a a partir de exemplares hititas esculpidos em rocha encontrados em sua terra natal, a Paflagônia. Esta teoria, porém, é claramente incorreta: embora como um motivo decorativo a águia bicéfala de fato tenha começado a aparecer na arte bizantina durante o século XI, o emblema não é atestado de forma segura em funções relacionadas ao imperador e sua família até pelo menos o século XIII, já sob a dinastia paleóloga. Antes disso, no final do século XII e por todo o XIII, a águia foi utilizada no norte da Síria e na Alta Mesopotâmia: os sultões artúquidas de Amida a utilizavam como insígnia, as moedas dos zênguidas a traziam e Saladino (r. 1174–1193) e o sultão seljúcida Aladino, o Grande (r. 1220–1237) também a utilizaram como motivo decorativo em suas obras arquitetônicas.
Os imperadores paleólogos utilizaram a águia bicéfala como símbolo dos membros seniores da família imperial. Ela aparecia principalmente nas roupas e demais itens de vestuário, como as botas de Constantino XI Paleólogo, o último imperador bizantino, como relatou Jorge Frantzes. A única ocasião em que ela apareceu numa bandeira foi no navio que levou o imperador João VIII Paleólogo (r. 1425–1448) ao Concílio de Florença, como mencionado por Frantzes e confirmado pelo retrato do imperador nas Portas de Filarete da Antiga Basílica de São Pedro. No mundo bizantino, a águia (dourada em fundo vermelho) era também utilizada pelo semi-autônomo Despotado da Moreia e pelos Gattilusi de Lesbos, ambos vassalos dos paleólogos.
A águia bicéfala foi também utilizada pelo dissidente Império de Trebizonda, onde seu uso é atestado não somente nas roupas imperiais como também em bandeiras. De fato, os portulanos ocidentais dos séculos XIV e XV utilizaram a águia bicéfala (prateada ou dourada em fundo vermelho ou vermelhão) como símbolo de Trebizonda e não de Constantinopla. Águias monocéfalas também aparecem em moedas trebizondinas e um fonte de 1421 mostra a bandeira de Trebizonda com uma delas em vermelho sobre um fundo amarelo. Aparentemente, exatamente como acontecia no estado bizantino, o uso de ambas as formas simultaneamente continuou. Outros estados balcânicos seguiram também o modelo bizantino: principalmente os sérvios, mas também os búlgaros e a Albânia de Skanderbeg. Depois de 1472, a águia foi também adotada pela Moscóvia e, posteriormente, pela Rússia. Na Europa ocidental, o Sacro Império Romano-Germânico também adotou a águia bicéfala em meados do século XIII, durante o reinado de Frederico II Hohenstaufen, e foi usada lado-a-lado com a águia monocéfala.

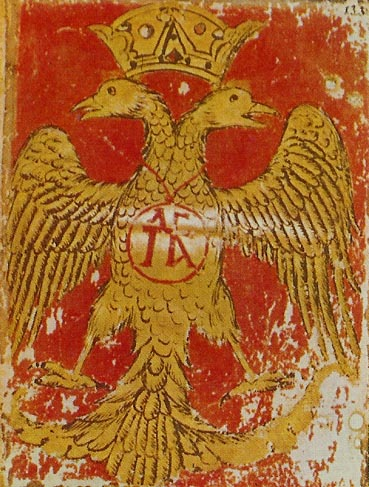
A águia bicéfala com o monograma da família Paleólogo
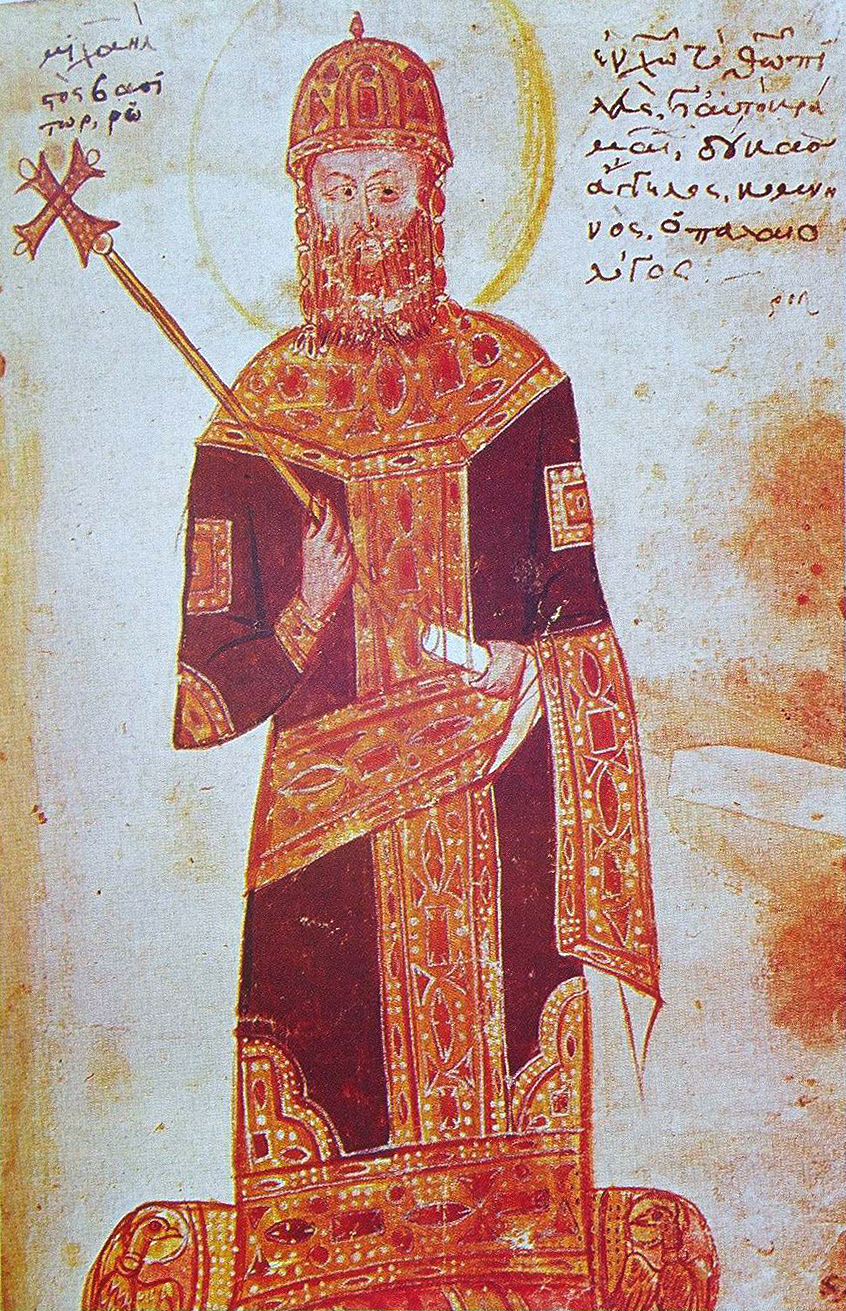
Miguel VIII Paleólogo sobre um supédio decorada com águias de uma monocéfala
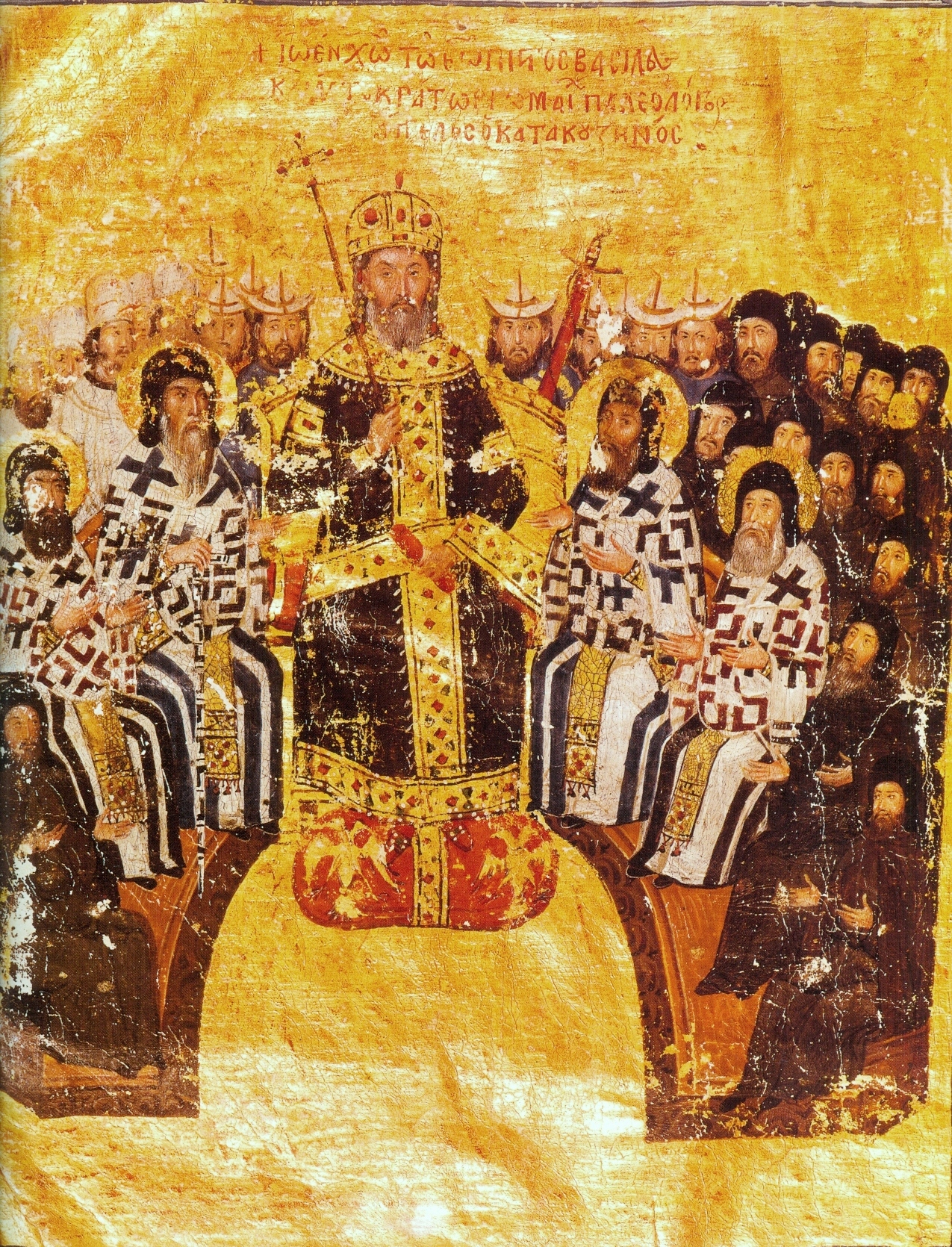
João VI Cantacuzeno sobre uma supédio decorada águias bicéfalas bordadas em ouro
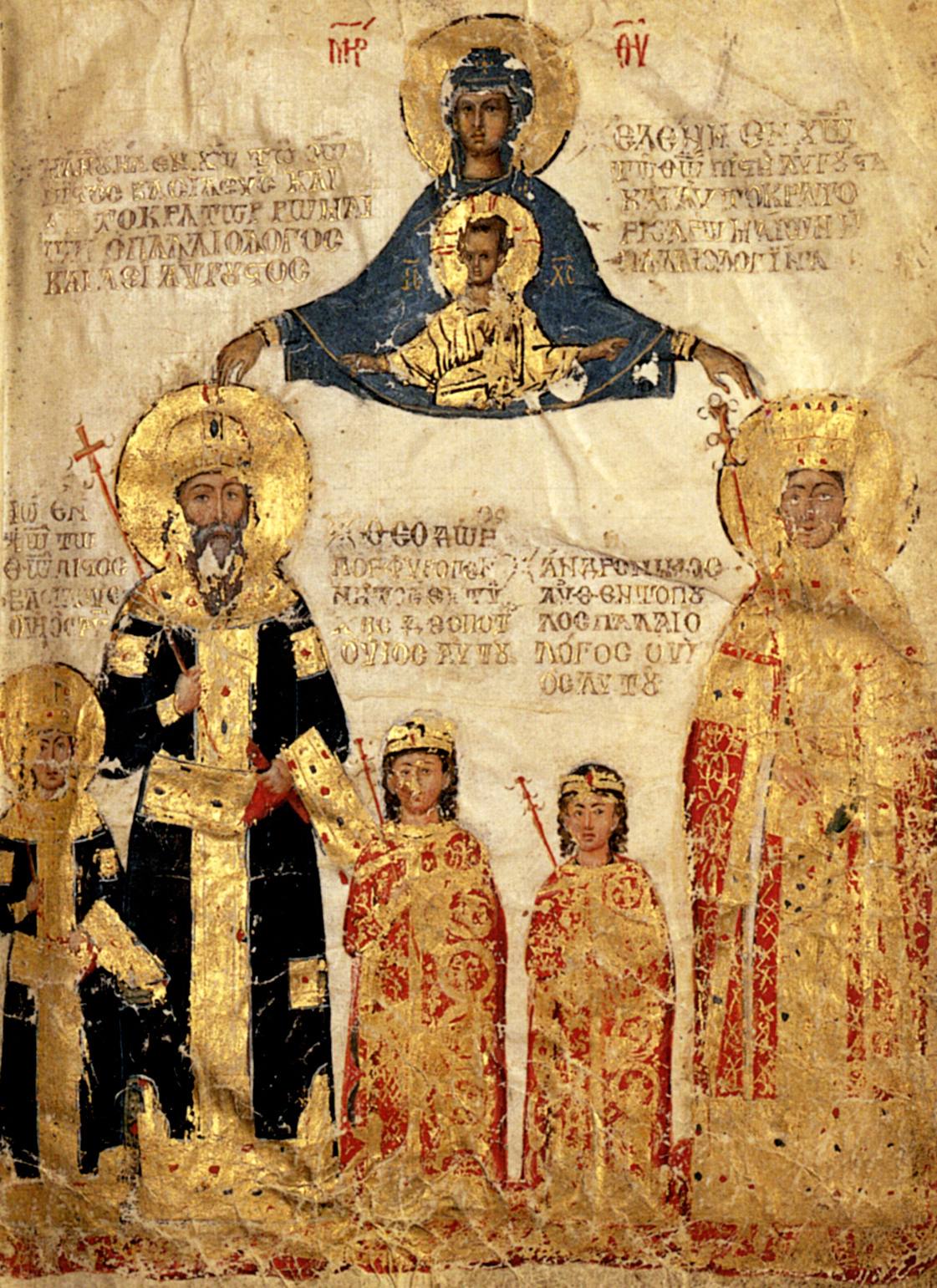
Manuel II Paleólogo com sua família. As roupas dos seus dois filhos mais novos foram decoradas com águias bicéfalas douradas
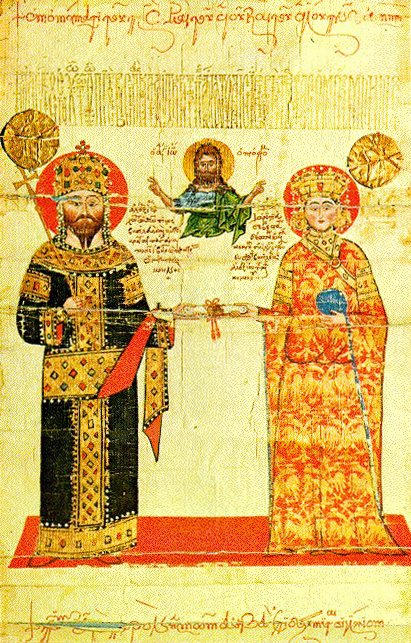
Aleixo III de Trebizonda e sua esposa Teodora Cantacuzena

### Cruz tetragrâmica
Durante o período paleólogo, a insígnia da dinastia reinante - e o que mais se aproximou de uma "bandeira nacional" bizantina - era a chamada "cruz tetragrâmica", um cruz dourada ou prateada com quatro letras beta ("B") de cores iguais em cada canto de um fundo quadrado. O emblema foi mencionado em meados do século XIV pelo escritor Pseudo-Codino como "a flâmulo imperial costumeira" e aparece em diversos portulanos ocidentais, que geralmente colocam todo os "B"s voltados para um mesmo lado. Como uma insígnia, a cruz já era frequentemente utilizada em Bizâncio desde a Antiguidade Tardia. A partir do século VI, cruzes com letras no quatro quadrantes já eram conhecidas, especialmente em moedas, formando acrônimos de várias diferentes invocações, como os quatro "X"s para Σταυρὲ Χριστοῦ χάριν χριστιανούς χάριζε ("Cruz de Cristo agracia os cristãos") ou as letras CΒΡΔ (Σταυρὲ σου βοήθει Ρωμανόν δεσπότην - "Tua Cruz auxilia o Senhor Romano") Imagens de bandeiras com cruzes em quatro quadrantes com discos dourados do século X sobreviveram e sabe-se da existência de uma representação de uma bandeira quase idêntica à dos paleólogos do século XIII. Em moedas, os "B"s aparecem geralmente com círculos ou estrelas até o final do império, enquanto que as fontes ocidentais algumas vezes representam a bandeira bizantina como uma simples cruz dourada em fundo vermelho, sem os "B"s. A cruz paleóloga também foi utilizada pelos Gattilusi e pelos senhores latinos de Rodes, Vignolo dei Vignoli e Foulques de Villaret, vassalos bizantinos, e também pelo ramo cadete dos paleólogos que reinava em Monferrato. Ela também foi adotada na Sérvia com poucas alterações.
O significado dos quatro "B"s do mote paleólogo é obscuro. O arqueólogo e numismata grego Ioannis Svoronos provou que as duas interpretações tradicionais, Βασιλεὺς βασιλέων βασιλεύων βασιλεύουσιν e Βασιλεὺς βασιλέων βασιλεύοντων βασιλεύει (ambos significam "Rei dos reis governando sobre reis/governantes"), são criações posteriores do historiador do século XVII Marcus Vulson de la Colombière. O próprio Svoronos propôs três outras: Σταυρὲ βασιλέως βασιλέων βασιλεῖ βοήθει ("Cruz do Rei dos reis auxilia o imperador"), Σταυρὲ βασιλέως βασιλέων βασιλευούσῃ βοήθει ("Cruz do Rei dos reis auxilia a cidade governante [Constantinopla]") e Σταυρὲ βασιλέως βασιλέων βασιλεύων βασίλευε.

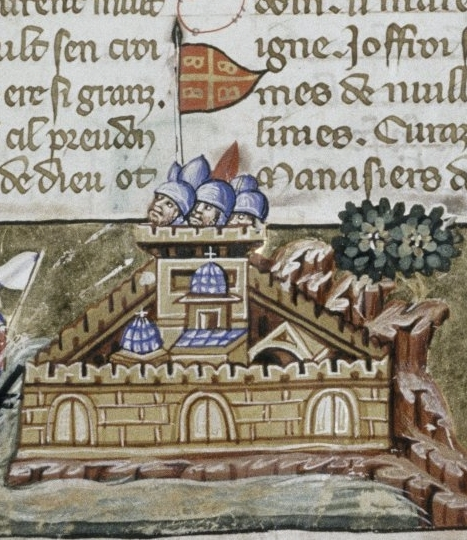
Imagem do início do século XIV de Constantinopla durante o cerco de 1204 pela Quarta Cruzada
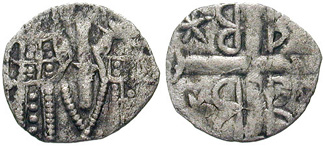
Tornês em bilhão do reinado conjunto de João V Paleólogo e João VI Cantacuzeno (1347-1353)
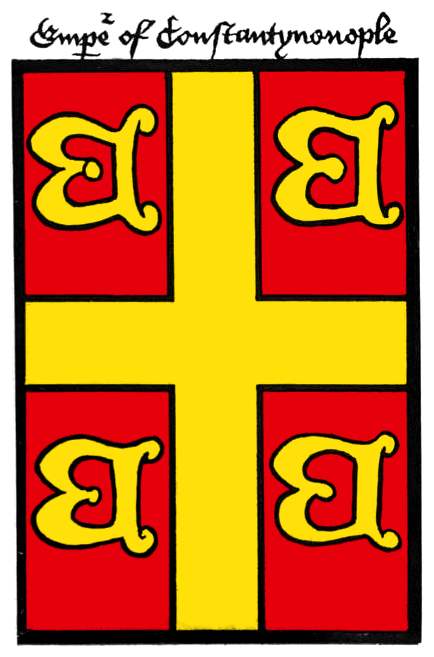
O emblema da cruz tetragrâmica da dinastia Paleóloga no manuscrito Harley 6163 do século XV
A bandeira imperial da dinastia Paleólogo preservada por Pseudo-Codino no "Conosçimiento de todos los reynos" castelhano (c. 1350).[26]
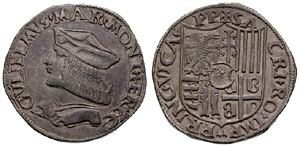
Testão de Guilherme IX Paleólogo, marquês de Monferrato entre 1494 e 1518.

## Insígnias pessoais e familiares

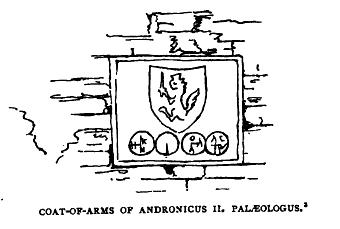
Armas de Andrônico II Paleólogo segundo rascunho de Mary Adelaide Walker no século XIX e que ficava numa agora demolida torre na frente marítima das Muralhas de Constantinopla.

Ao contrário dos senhores feudais ocidentais, as famílias aristocráticas bizantinas não se utilizavam, até onde se sabe, de símbolos específicos para diferenciar a si ou seus seguidores. Somente a partir do século XII em diante, quando o império aumentou seu contato com o ocidente por causa das Cruzadas, é que a heráldica começou a ser utilizada pelos bizantinos. Mesmo assim, porém, os temas utilizados eram majoritariamente derivados de símbolos utilizados em épocas anteriores e seu uso se restringia às maiores famílias do império. Muito mais comuns, tanto em sinetes quanto na decoração, era o uso de monogramas (sing. συμπίλημα - sympilēma), com as letras do nome próprio ou familiar arrumadas em volta de uma cruz.
Outro design tipicamente ocidental encontrava-se em uma das torres demolidas da frente marítima das Muralhas de Constantinopla que havia sido restaurada por Andrônico II Paleólogo (r. 1282–1328) e que trazia o emblema do imperador, um leão empinado coroado segurando uma espada

## Bandeiras e insígnias militares

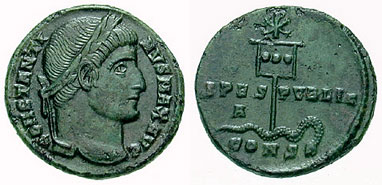
Moeda de Constantino (c. 337) mostrando o seu símbolo do lábaro espetando uma serpente.

O exército romano do final do século III continuou a fazer uso das insígnias tradicionais das legiões romanas: a águia, o vexilo quadrado e a imago (o busto do imperador na ponta de uma lança). Além disso, o uso do dragão (draco), copiado dos dácios, era generalizado na cavalaria e nas unidades auxiliares. Quase nada disso sobreviveu ao século IV, porém. A águia caiu em desuso quando as legiões mais antigas foram debandadas, a imago foi abandonada com a adoção do cristianismo e apenas o vexilo e o dragão ainda aparecem, ocasionalmente, nas fontes do século V em diante. Constantino (r. 306–337) inseriu o emblema do Chi-Rho nos estandartes militares romanos, resultando no chamado lábaro. Nas evidências iconográficas, este uso é atestado com o Chi-Rho bordado no fundo de um vexilo, mas as literárias sugerem que ele era utilizado como um símbolo na ponta de uma lança. O lábaro, embora comum nos séculos IV e V, desaparece completamente no VI, reparecendo somente muito depois, muito alterado, como parte das regalias imperiais.
No Estratégico, do final do século VI e atribuído ao imperador Maurício (r. 582–602), dois tipos de bandeiras militares triangulares aparecem: o pendão, menor, chamada de flâmulo (em grego: φλάμουλον; romaniz.: phlamoulon, do em latim: flammula, "pequena chama"), e a maior, chamada de bando (em grego: βάνδον, do germânico emprestado do latim bandum).

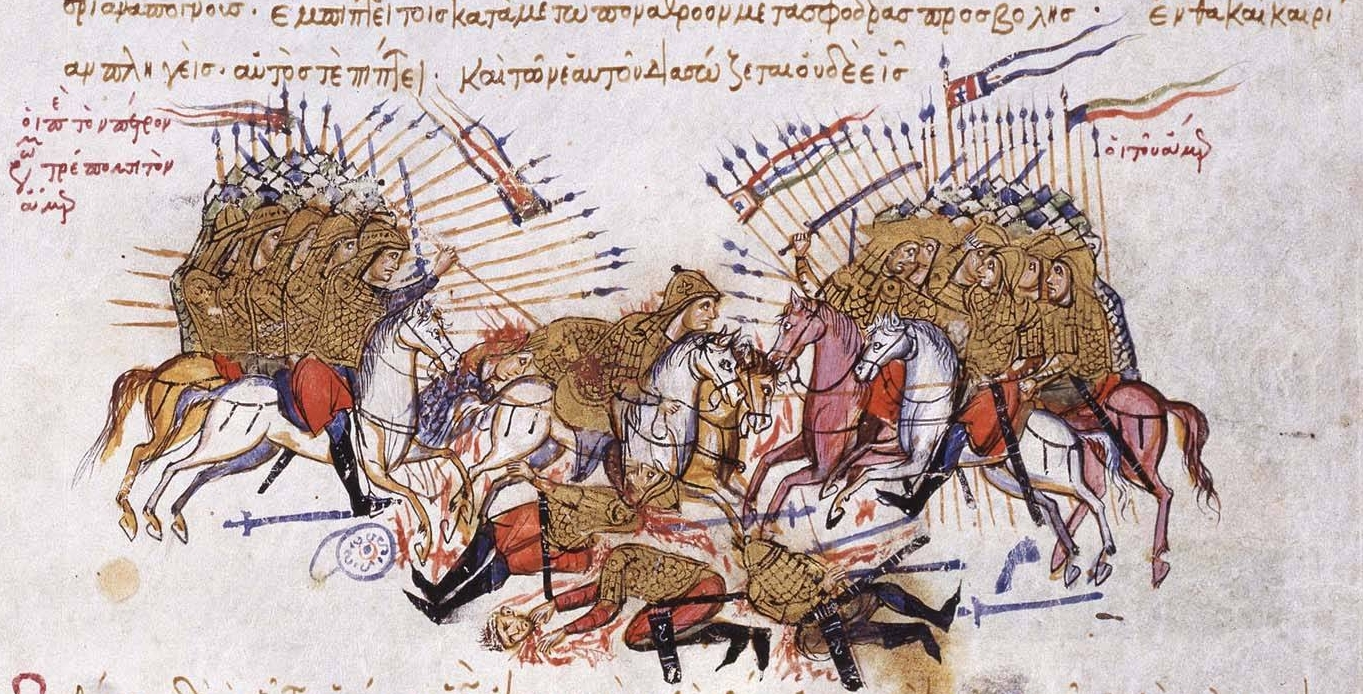
Cena de uma batalha do Escilitzes de Madrid do século XIII. Crônicas iluminadas frequentemente descrevem bandeiras conforme o tipo de bando do general nos vários formados e cores, mas sua precisão é discutível.

Os pendões eram utilizados para fins decorativos em lanças, mas o Estratégico recomendava que eles fossem removidos antes das batalhas. De acordo com as evidências literárias, eles tinham um ou duas pontas e os manuscritos iluminados posteriores mostram também versões com três. Os bandos eram os principais estandartes de batalha bizantinos a partir do século VI e chegaram a emprestar seu nome às unidades mais básicas do exército bizantino (bando ou tagma). A origem e a evolução de seu uso são desconhecidos. Ele pode ter sido resultado de modificações nos dragões ou nos vexilos, mas eles já aparecem bem estabelecidos no Estratégico, compostos por um campo retangular ou quadrado com pontas ou "caudas".
De acordo com o mesmo Estratégico, as cores do estandarte refletiam a subordinação hierárquica da unidade: os bandos de regimentos de uma mesma brigada (moira, drungo) tinham um campo de mesma cor e se diferenciavam por algum artefato distinto, enquanto que os regimentos de uma mesma divisão (meros ou turma) do exército tinham uma mesma cor em suas pontas ou "caudas". Cada moira e meros também tinham suas próprias bandeiras, assim como o general que comandava o exército (estratego). Elas mantinham um mesmo padrão, mas de tamanho maior e, possivelmente, com mais caudas (o Estratégico mostra bandeiras que vão de duas a oito delas). Maurício recomendava ainda que a bandeira do meros do centro, liderada pelo vice-comandante (hipoestratego), fosse mais conspícua que a dos outros merē e que a bandeira do general comandante (ou do imperador, se ele estivesse liderando o exército) fosse a mais conspícua de todas. Além disso, o Estratégico recomenda ainda um estandarte distinto para o comboio de bagagens (touldon) de cada moira. Os estandartes não eram utilizados apenas para diferenciar as unidades, mas também como pontos de encontro durante a batalha e para enviar mensagens para outras formações. Na marinha bizantina, da mesma forma, cada navio tinha seu próprio estandarte. Como suas contrapartes terrestres, eles também serviam para enviar mensagens. No século X, a cruz se tornou um símbolo mais proeminente e era geralmente utilizada como um florão ao invés de ponta-de-lança. Sob Nicéforo II Focas (r. 963–969), grandes cruzes de ouro cravejadas de joias eram utilizadas como estandartes, provavelmente carregadas na ponta de lanças ou, possivelmente, representadas em bandeiras. Além disso, o uso de relíquias da Vera Cruz é frequentemente mencionado em paradas militares.
No final do período bizantino, o escrito Pseudo-Codino relata o uso da "cruz tetragrâmica paleóloga" nas insígnias imperiais (em grego: βασιλικόν φλάμουλον - basilikon phlamoulon) levadas pelos navios bizantinos enquanto que o comandante da marinha, o mega-duque, levava uma imagem do imperador a cavalo.

## Insígnias cerimoniais

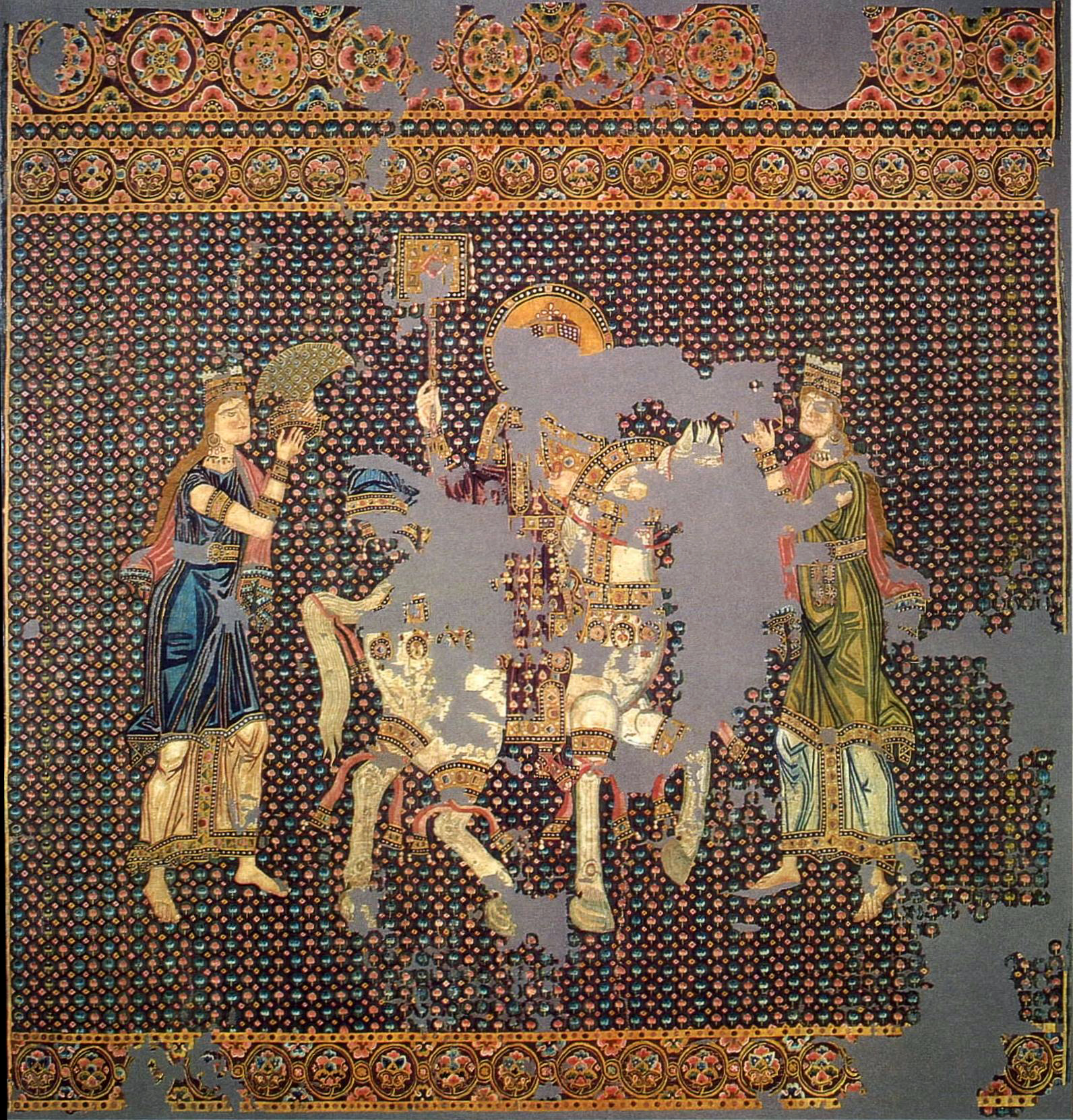
Um lábaro cerimonial em miniatura sendo portado por um imperador triunfante do século X. Sudário de Guntário

Do século VI até o final do império, os bizantinos também fizeram uso de diversas outras insígnias. Elas foram atestadas em procissões imperiais, principalmente na obra Sobre as Cerimônias, do século X, mas é possível que elas tenham sido levadas ao campo de batalha também. Quando não estavam em uso, eram guardadas nas diversas igrejas de Constantinopla e, entre elas, estavam os flâmulos imperiais em ouro e seda bordada em fios de ouro e as insígnias conhecidas coletivamente como "cetros" (em grego: σκῆπτρα; romaniz.: skēptra), que eram geralmente objetos simbólicos colocados na ponta de um cajado. Alguns deles, os chamados "cetros romanos" (em grego: ῥωμαϊκὰ σκῆπτρα; romaniz.: rhōmaïka skēptra), pareciam com os antigos vexilla, trazendo inclusive o tecido pendurado (em grego: βῆλον; romaniz.: vēlon; do latim velum). Outras insígnias deste tipo incluíam as eutíquia ou ptíquia (em grego: εὐτυχία ou πτυχία; romaniz.: eutychia ou ptychia), que provavelmente traziam a imagem da Vitória representada de alguma forma.
Um outro grupo, conhecido coletivamente como skeuē (σκεύη), é mencionado no Sobre as Cerimônias majoritariamente em estandartes militares antigos e que foram sendo passados nas unidades de geração em geração. Eram os láburos (λάβουρα), provavelmente uma versão do lábaro; os campedictúria (em grego: καμπηδικτούρια; romaniz.: kampēdiktouria), descendentes das batutas dos instrutores do período romano tardio (os campiductores); as insígnias (σίγνα); os dracôncios (em grego: δρακόντια; romaniz.: drakontia) e os bandos. Os dracôncios são claramente descendentes dos dragões romanos e o termo draconário (draconarius), usado para designar um porta-estandarte, sobreviveu até o século X. Não é certo, porém, como se pareciam estes estandartes posteriores. De acordo com a descrição de Nicetas Coniates, eles ainda incluíam uma biruta, que era a principal característica do dragão, mas é possível que o termo seja um arcaísmo deliberado do autor. Seja como for, o uso de dragões como símbolo é atestado já no século XIV.
Pseudo-Codino também enumera várias faixas e insígnias utilizadas em procissões imperiais: uma chamada arquiestratego (em grego: ἀρχιστράτηγος - "general-comandante"); outra com imagens de renomados prelados e oito caudas conhecida como octapódio (em grego: ὀκταπόδιον; romaniz.: oktapodion - "octopus"); outra na forma de uma cruz com as imagens de São Demétrio, São Procópio, São Teodoro Tiro e Teodoro Estratelate; outra mostrando São Jorge montado no cavalo; outra na forma de um dragão (δρακόνειον - drakoneion); e outra com o imperador a cavalo. Um par de cada era levado nas procissões, enquanto que um único exemplar seguia junto nas campanhas militares. Elas eram precedidas, por sua vez, pelo dibélio (em grego: διβέλλιον; romaniz.: dibellion), a insígnia pessoal do imperador, cujo nome - muito provavelmente uma composição mista de grego e latim que significa "duplo velum" - aparentemente descreve um pendão bifurcado, evidentemente de origem europeia ocidental.